# Desmosoma hesslera
Desmosoma hesslera is een pissebed uit de familie Desmosomatidae. De wetenschappelijke naam van de soort is voor het eerst geldig gepubliceerd in 1992 door Brandt.